# Haltidytes oöeides
Haltidytes oöeides is een buikharige uit de familie Dasydytidae. Het dier komt uit het geslacht Haltidytes. Haltidytes oöeides werd in 1950 voor het eerst wetenschappelijk beschreven door Brunson. 